# Synallaxis hypochondriaca
Synallaxis hypochondriaca là một loài chim trong họ Furnariidae.
Chúng là loài đặc hữu của Peru. Môi trường sống tự nhiên của chúng là thực vật mọc bụi kiểu Địa Trung Hải. Chúng bị đe dọa do mất môi trường sống.